# Попова Любов Василівна
Любов Василівна Попова (* 24 лютого 1925, Мінусинськ — † 23 лютого 1996, Харків) — радянська співачка (меццо-сопрано), народна артистка Української РСР.

## Біографічні відомості
Любов Попова народилася 24 лютого 1925 в місті Минусинськ Красноярського краю.
Навчалася співу у М. І. Михайлова в Харківській вечірньої робочої музичній школі для дорослих.
З 1949 артистка хору, згодом — провідна солістка Харківського театру опери та балету ім. Лисенко.
Мати співачки Олександри Дурсенєвої, солістки Большого театру.

## Оперні ролі
- Кармен («Кармен» Ж. Бізе)
- Амнеріс («Аїда» Дж. Верді)
- Еболі («Дон Карлос» Дж. Верді)
- Маддалена («Ріголетто» Дж. Верді)
- Флора («Тривають» Дж. Верді)
- Ваня («Іван Сусанін» М. І. Глінки)
- Ратмір («Руслан та Людмила» М. І. Глінки)
- Графиня («Пікова дама» П. І. Чайковського)
- Кончаковна («Князь Ігор» О. П. Бородіна)
- Марина Мнішек («Борис Годунов» М. П. Мусоргського)
- Одарка («Запорожець за Дунаєм» C. С. Гулака-Артемовського)
- Мати («Катерина» Н. М. Аркаса)
- Стеха, («Назар Стодоля» К. Ф. Данькевича)
- Соломія («Богдан Хмельницький» К. Ф. Данькевича),
- Аксенія («Тихий Дон» І. І. Дзержинського).